# Савки (деревня)
Савки (пол. Sawki) — деревня в Бяльском повете Люблинского воеводства Польши. Входит в состав гмины Мендзыжец-Подляски. По данным переписи 2011 года, в деревне проживало 133 человека.

## География
Деревня расположена на востоке Польши, на левом берегу реки Кшны-Пулноцны, на расстоянии приблизительно 31 километра к западу от города Бяла-Подляска, административного центра повета. Абсолютная высота — 148 метров над уровнем моря. К югу от населённого пункта проходит региональная автодорога 806.

## История
По данным на 1827 год имелось 16 дворов и проживал 98 человек. Согласно «Справочной книжке Седлецкой губернии на 1875 год» деревня входила в состав гмины Загайки Радинского уезда Седлецкой губернии.
В 1975—1998 годах деревня входила в состав Бяльскоподляского воеводства.

## Население
Демографическая структура по состоянию на 31 марта 2011 года:
|         | Всего | До трудоспособного возраста | Трудоспособного возраста | Старше трудоспособного возраста |
| ------- | ----- | --------------------------- | ------------------------ | ------------------------------- |
| Мужчины | 73    | 17                          | 46                       | 10                              |
| Женщины | 60    | 12                          | 30                       | 18                              |
| Всего   | 133   | 29                          | 76                       | 28                              |